# Trachypetidae
Die Trachypetidae sind eine Familie innerhalb der Ordnung der Hautflügler. Sie wurden erst kürzlich von den Braconidae abgetrennt und kommen nur auf dem Festland von Australien vor.

## Merkmale
Die Trachypetidae sind relativ große Wespen, mit einer Flügelspannweite von 35 bis 40 mm und einer Körpergröße von ca. 20 bis 25 mm. Der Körper ist stark skulpturiert. Die Antennen sind lang und vielgliedrig. Das Geäder der Flügel ist ähnlich wie bei manchen Ichneumoniden. Die Vorderflügel haben eine deutliche Costalzelle vor dem Stigma. Ein besonderes Merkmal für die Gruppe ist ein ovales, vermutlich sensorisches Feld an der Außenseite der Mandibel.

## Lebensweise

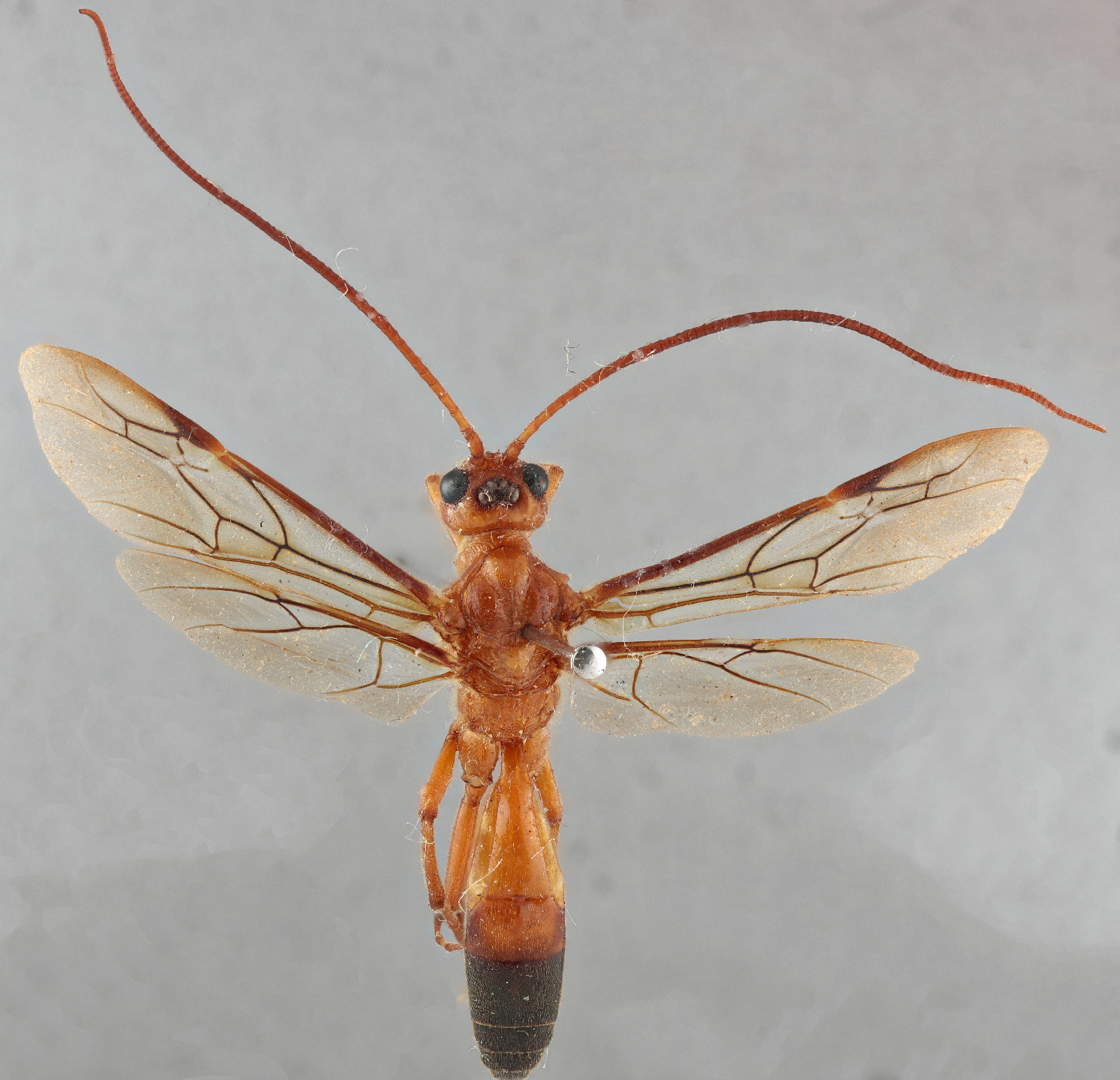
Cercobarcon bilobatus

Trachypetidae werden nur selten gefangen, über ihre Biologie ist nichts bekannt. Es ist zu vermuten, dass sie, ebenso wie die Schlupf- und Brackwespen (vermutlich endoparasitische) Parasitoide sind. Es wird vermutet, dass die Wirte Hepialidae und/oder Sphingidae sein könnten.
Die Gattungen  Cercobarcon und Megalohelcon kommen in Wüstengebieten vor und scheinen vor allem nachtaktiv zu sein, also bei Nacht ihre Beute zu suchen. Trachypetus kommt in Küstennähe vor.

## Systematik
Die Gattungen der heutigen Trachypetidae wurden in der Vergangenheit zu den Braconidae gestellt. Teilweise wurden als eigene Unterfamilien (Cercobarconinae, Trachypetinae) betrachtet, teilweise (Megalohelcon) wurden sie zu den Helconinae gerechnet. Nach neueren, sowohl morphologischen als auch molekularen Untersuchungen wurden sie als eigene Familie klassifiziert. Sie sind vermutlich die Schwestergruppe der Braconidae. Allerdings wird diese Klassifizierung nicht allgemein anerkannt.
Gattungen und Arten
- Cercobarcon
  - C. bilobatus
  - C. grossi
  - C. lasallei[4]
  - C. niger
  - C. rieki
- Megalohelcon  (= Rhamphobarcon)
  - M. ichneumonoides
  - M. mouldsi
  - M. torresensis
- Trachypetus
  - T. clavatus